# (6012) Williammurdoch
(6012) Williammurdoch es un asteroide perteneciente al cinturón de asteroides, región del sistema solar que se encuentra entre las órbitas de Marte y Júpiter, descubierto el 22 de septiembre de 1990 por Robert H. McNaught desde el Observatorio de Siding Spring, Nueva Gales del Sur, Australia.

## Designación y nombre
Designado provisionalmente como 1990 SK4. Fue nombrado Williammurdoch en homenaje al ingeniero escocés, William Murdoch, cuyos inventos y desarrollos de gran alcance a menudo no fueron reconocidos en su vida. Estos desarrollos incluyen la iluminación de gas, el sistema de mensajes neumáticos, la pistola de vapor, los avances en las máquinas de vapor y la locomoción en tierra y mar.

## Características orbitales
Williammurdoch está situado a una distancia media del Sol de 2,629 ua, pudiendo alejarse hasta 3,538 ua y acercarse hasta 1,720 ua. Su excentricidad es 0,345 y la inclinación orbital 18,25 grados. Emplea 1557,66 días en completar una órbita alrededor del Sol.

## Características físicas
La magnitud absoluta de Williammurdoch es 13,1. Tiene 6,234 km de diámetro y su albedo se estima en 0,239. 